# Nordfold
Nordfold är en kyrkby i Steigens kommun i Nordland fylke i norra Norge. Byn ligger vid änden av fylkesväg 835, på norra sidan av fjorden Nordfolda. Här finns Nordfolds kyrka.
Byn utgjorde tidigare centralort i dåvarande Nordfolds kommun.

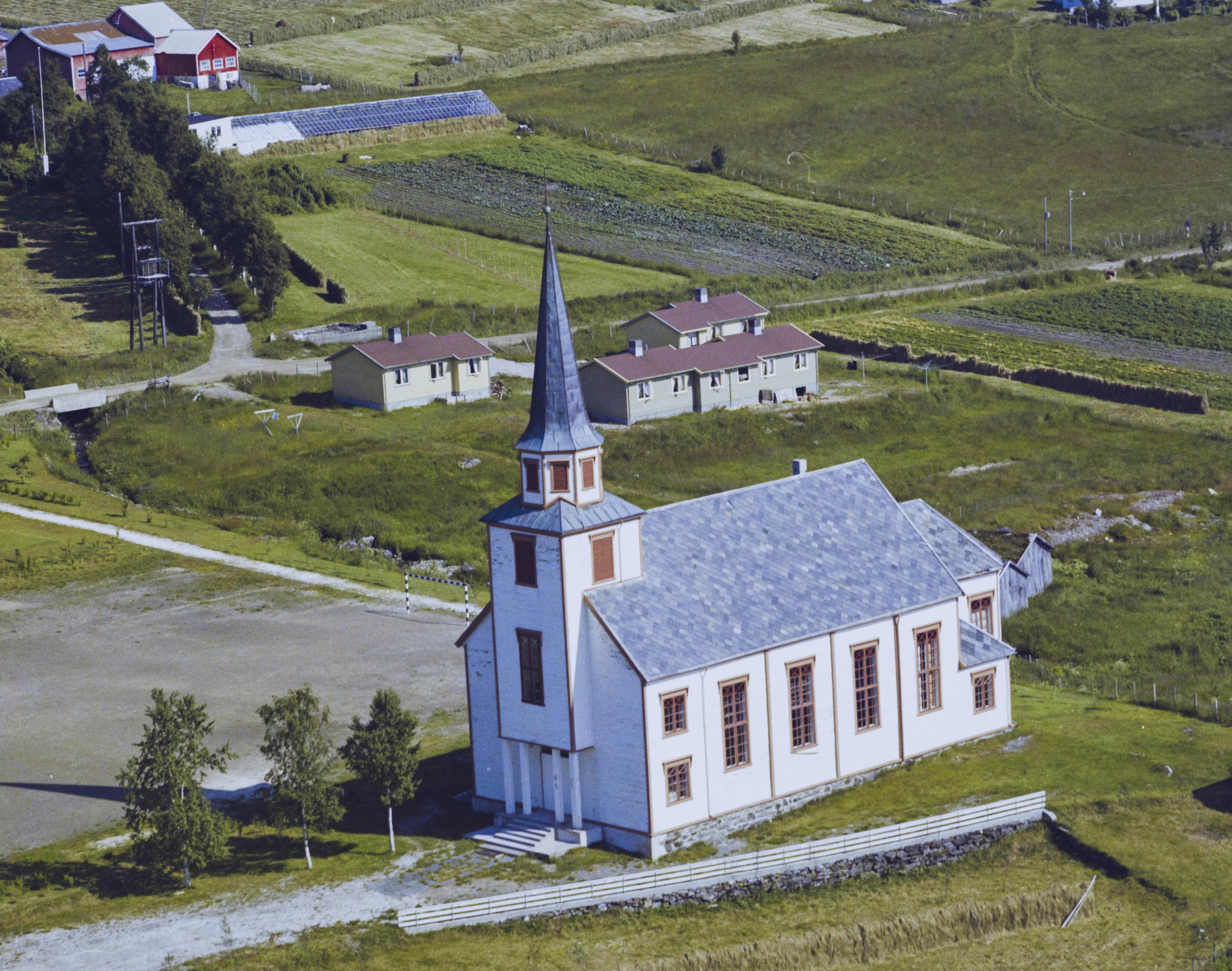
Nordfolds gamla kyrka (1884-1975).